# Justine Clarke
Justine Clarke es una actriz y cantante australiana, conocida por haber interpretado a Roo Stewart en la serie Home and Away y por sus numerosas participaciones en teatro en musicales infantiles. 

## Biografía
Clarke salió con el actor Alex Papps
Justine está casada con el actor Jack Finsterer con quien tiene tres hijos, Josef, Nina y Max, quien nació en agosto del 2009.

## Carrera
Entre sus participaciones en teatro se encuentran Stiffs, The Herbal Bed, Cyrano de Bergerac, Trelawey of the Wells, The Man with Five Children, Hedda Gabler, The Wonderful World of Dissocia, con apenas once años interpretó a Brigitta en el musical The Sound of Music, entre otras...
En 1998 se unió al elenco de la exitosa serie australiana Home and Away donde interpretó a Ruth "Roo" Stewart, la problemática hija de Alf hasta 1999. Casi veinte años después en el 2010 su papel fue tomado por la exitosa y reconocida actriz australiana Georgie Parker quien se unió a la serie para interpretar a Ruth.
En 1998 se unió como personaje recurrente a la exitosa serie All Saints donde interpretó a la Doctora Samantha O'Hara hasta 1999.
Desde el 2000 Justine es presentadora del programa infantil Play School, junto a otros reconocidos actores.
En el 2007 apareció como invitada en la serie Chandon Pictures donde dio vida a Samantha, ese mismo año se unió al elenco del drama médico The Surgeon donde interpretó a la Doctora Eve Agius. También apareció en varios episodios de la serie dramática Love My Way donde interpretó a Simone, la hermana de Julia Jackson (Asher Keddie).
En el 2009 se unió al elenco principal de la serie dramática Tangle donde interpreta a la ama de casa Ally Kovac.
En febrero del 2012 apareció en la serie de comedia Woodley donde interpretó a Em, la exesposa de Frank Woodley. En junio del mismo año se anunció que Justine se uniría al nuevo drama The Time Of Our Lives en donde interpretará a Bernadette y trabajará junto a Claudia Karvan y Stephen Curry, la serie se espera que se estrene en el 2013.
En marzo del 2015 se anunció que Justine se uniría al elenco de la serie House Husbands, donde dará vida a Eve.

## Carrera musical
En 1991 Justine formó una banda llamada Honky Tonk Angels inspirada en la artista Dolly Parton, sin embargo la banda se disolvió tres años después. 
Más tarde se convirtió en corista de la banda llamada Automatic Cherry donde tocaba el guitarrista James Cruickshank, la banda lanzó su primer álbum Slow Burner en 1997. 
En el 2005 Clarke lanzó su álbum para niños llamado I Like Sing.

## Filmografía

### Series de televisión
| Año         | Título                                | Personaje                      | Notas                                                        |
| ----------- | ------------------------------------- | ------------------------------ | ------------------------------------------------------------ |
| 2017        | Dead Lucky                            | Erica Hodge                    | 4 episodios                                                  |
| 2017        | Hoges                                 | Noelene Hogan                  | 2 episodios - miniserie                                      |
| 2015        | House Husbands                        | Eve Grace                      | 10 episodios                                                 |
| 2016        | Rake                                  | Alli Franklin                  | episodio # 4.2                                               |
| 2015        | Gallipoli                             | Mrs. Johnson                   | 3 episodios - miniserie                                      |
| 2013 - 2014 | The Time Of Our Lives                 | Bernadette                     | 21 episodios                                                 |
| 2014        | It's a Date                           | Amyy                           | episodio "What's the Worst Thing That Can Happen on a Date?" |
| 2009 - 2012 | Tangle                                | Ally Kovac                     | 22 episodios                                                 |
| 2012        | Woodley                               | Em                             | 8 episodios                                                  |
| 2007        | Chandon Pictures                      | Samantha                       | episodio "Back to School"                                    |
| 2007        | Love My Way                           | Simone                         | 7 episodios                                                  |
| 2007        | The Surgeon                           | Dra. Eve Agius                 | 8 episodios                                                  |
| 2001        | Head Star                             | Julia Hunter                   | episodio "Seeing Is Believing"                               |
| 1998 - 1999 | All Saints                            | Dra. Samantha O'Hara           | 21 episodios                                                 |
| 1998        | Wildside                              | Jessie Roscoe/Jessie Armstrong | 3 episodios                                                  |
| 1996        | Twisted Tales                         | Pip                            | episodio "The Crossing"                                      |
| 1992        | Tracks of Glory                       | Kate O'Brien                   | miniserie                                                    |
| 1991        | Golden Fiddles                        | Liddy Powell                   | miniserie                                                    |
| 1990        | Family and Friends                    | Cheryl Brooks                  | tv serie                                                     |
| 1988 - 1989 | Home and Away                         | Ruth Stewart                   | 176 episodios                                                |
| 1987        | Willing and Abel                      | -                              | tv serie                                                     |
| 1987        | A Country Practice                    | Nicki Simpson                  | 2 episodios                                                  |
| 1986        | Professor Poopsnagle's Steam Zeppelin | Carmen                         | miniserie                                                    |
| 1984        | The Maestro's Company                 | Tina                           | tv serie                                                     |

### Películas
| Año  | Título                               | Personaje      | Notas                                                                                                 |
| ---- | ------------------------------------ | -------------- | --- |
| 2018 | La abeja Maya: Los juegos de la miel | Miss Cassandra | junto a Coco Jack Gillies, Benson Jack Anthony.Richard Roxburgh, Cam Ralph y The Umbilical Brothers   |
| 2017 | Hoges: The Paul Hogan Story          | Noelene Hogan  | junto a Josh Lawson, Ryan Corr, Laura Gordon y Sean Keenan                                            |
| 2014 | La abeja Maya                        | Miss Cassandra | junto a Miriam Margolyes, Kodi Smit-McPhee, Richard Roxburgh, Noah Taylor, Jacki Weaver y Andy McPhee |
| 2014 | Healing                              | -              | junto a Hugo Weaving, Xavier Samuel, Robert Taylor, Anthony Hayes y Don Hany                          |
| 2011 | Peekaboo                             | Jillian        | corto - junto a Alan Dukes                                                                            |
| 2011 | Spider Walk                          | Angela         | corto - junto a Kick Gurry y Jack Finsterer                                                           |
| 2009 | In Her Skin                          | Irene          | junto a Guy Pearce, Sam Neill, Miranda Otto, Damien Garvey y Jack Finsterer                           |
| 2008 | 8                                    | Madre          | segmento "The Water Diary" - junto a Russell Dykstra                                                  |
| 2008 | The List                             | -              | corto - junto a Anthony Hayes, Justin Rosniak y Nicole da Silva                                       |
| 2007 | Bastard Boys                         | Janine McSwain | junto a Anthony Hayes, Caroline Craig, Rhys Muldoon, Dennis Coard y Colin Friels                      |
| 2006 | The Water Diary                      | Madre          | corto - junto a Russell Dykstra, Chris Haywood y Geneviève Lemon                                      |
| 2005 | Look Both Ways                       | Meryl Lee      | junto a Anthony Hayes y William McInnes                                                               |
| 2004 | The Brush-Off                        | Salina         | junto a David Wenham, Steve Bisley, Bruce Spence y Deborah Kennedy                                    |
| 2004 | Go Big                               | Gina Katz      | junto a Alex Dimitriades, Tony Barry, Paul Barry y Felix Williamson                                   |
| 2003 | Car Park                             | -              | corto - junto a Jack Finsterer                                                                        |
| 2003 | Japanese Story                       | Jane           | junto a Toni Collette y John Howard                                                                   |
| 2003 | Danny Deckchair                      | Trudy Dunphy   | junto a Rhys Ifans, Miranda Otto, John Batchelor, Anthony Phelan, Rhys Muldoon y Nadia Townsend       |
| 2000 | Bootmen                              | Kim            | junto a Anthony Hayes, Susie Porter y Sam Worthington                                                 |
| 1998 | Never Tell Me Never                  | Anna           | junto a Robert Mammone, Joel Edgerton, Claudia Karvan, John Howard y Geoff Morrell                    |
| 1997 | Blackrock                            | Tiffany        | junto a Linda Cropper, Essie Davis, Heath Ledger, Jessica Napier, Laurence Breuls y Bojana Novakovic  |
| 1996 | Turning April                        | Rosa           | junto a Jon-Claire Lee y Dee Smart                                                                    |
| 1990 | Come in Spinner                      | Monnie Malone  | junto a Rebecca Gibney y Kerry Armstrong                                                              |
| 1988 | Touch the Sun: Princess Kate         | Kate McLelland | junto a Claudia Karvan, Rebekah Elmaloglou, Martin Sacks y Mouche Phillips                            |
| 1985 | Mad Max Beyond Thunderdome           | Anna Goanna    | junto a Mel Gibson                                                                                    |

### Narradora
| Año  | Título                               | Notas |
| ---- | ------------------------------------ | ----- |
| 2013 | The Humble Beginnings of the Balloon | corto |

### Bailarina y cantante
| Año  | Título                  | Notas            |
| ---- | ----------------------- | ---------------- |
| 2004 | Fast                    | obra - bailarina |
| 2003 | Dreaming Transportation | obra - cantante  |

### Teatro
| Año        | Obra                              | Personaje    | Director (a)   | Teatro              | Notas                                                                  |
| ---------- | --------------------------------- | ------------ | -------------- | ------------------- | ---------------------------------------------------------------------- |
| 2012       | Les Liaisons Dangereuses          | -            | Sam Strong     | Wharf Theatre       | junto a Heather Mitchell, Pamela Rabe y Hugo Weaving                   |
| 2010       | Great Big World Tour (musical)    | -            | -              | -                   | -                                                                      |
| 2009       | The Wonderful World of Dissocia   | Lisa Jones   | Marion Potts   | Wharf Theatre       | junto a Socratis Otto, Matt Day y Russell Dykstra                      |
| 2007       | Toy Symphony                      | -            | Neil Armfield  | Belvoir St. Theatre | junto a Russell Dykstra, Guy Edmonds y Richard Roxburgh                |
| 2006       | Reunion/A Kind of Alaska          | -            | Cate Blanchett | Wharf Theatre       | junto a Caroline Lee y Robert Menzies                                  |
| 2007       | I Like to Sing (musical)          | -            | -              | Playhouse Theatre   | -                                                                      |
| 2007       | Making the Garden (musical)       | -            | -              | Enmore Theatre      | -                                                                      |
| 2007       | Songs To Make You Smile (musical) | -            | -              | Enmore Theatre      | -                                                                      |
| 2004, 2006 | Hedda Gabler                      | Mrs. Elvsted | Robyn Nevin    | Sydney Theatre      | junto a Cate Blanchett, Hugo Weaving y Aden Young                      |
| 2005       | Love Letters                      | -            | John Clark     | Parade Theatre      | junto a Steve Bisley, Bridie Carter, Cornelia Frances y Georgie Parker |
| 2005       | Colder Than Here                  | -            | Anthony Weigh  | Belvoir St. Theatre | junto a Roy Billing, Lynette Curran y Rita Kalnejais                   |
| 2005       | Parramatta Girls                  | -            | Wesley Enoch   | Belvoir St. Theatre | junto a Judi Farr, Deborah Mailman y Kris McQuade                      |
| 2002       | A Man with Five Children          | Annie        | George Ogilvie | Sydney Theatre      | junto a Steve Bisley, Travis McMahon y Genevieve O'Reilly              |
| 2000       | Trelawney of the Wells            | -            | Simon Phillips | Drama Theatre       | junto a Patrick Blackwell, Ernie Bourne y Travis McMahon               |
| 1999       | Cyrano de Bergerac                | -            | Marion Potts   | Sydney Theatre      | junto a Jack Finsterer, Celia Ireland, Robyn Nevin y Ronald Falk       |
| 1997       | The Herbal Bed                    | -            | Marion Potts   | -                   | junto a Marshall Napier, Angie Milliken, Jeremy Sims y Sandy Winton    |
| 1996       | Stiffs                            | -            | David Berthold | -                   | junto a Paul Goddard, Denise Kirby y Nicki Wendt                       |
| 1992       | Murderer                          | -            | Diane Cilento  | -                   | junto a Steven Grives, Jane Harders y John Stanton                     |
| -          | The Sound of Music (musical)      | Brigitta     | -              | -                   | -                                                                      |

### Apariciones
| Año             | Título                   | Notas                     |
| --------------- | ------------------------ | ------------------------- |
| 2000 - presente | Play School              | presentadora              |
| 2007            | In the Company of Actors | apareció en el documental |

## Premios y nominaciones
| Año  | Categoría                                              | Premio                            | Serie           | Resultado |
| ---- | ------------------------------------------------------ | --------------------------------- | --------------- | --------- |
| 2013 | Most Outstanding Performance by an Actor–Female        | ASTRA Award                       | Tangle          | Nominada  |
| 2011 | Most Outstanding Performance By A Female Actor         | ASTRA Award                       | Tangle          | Nominada  |
| 2011 | Most Outstanding Actress                               | Silver Logie Award                | Tangle          | Nominada  |
| 2010 | Best Lead Actress in a Television Drama                | AFI Award                         | Tangle          | Nominada  |
| 2010 | Most Outstanding Actress                               | Silver Logie Award                | Tangle          | Nominada  |
| 2010 | Most Outstanding Female Performance By An Actor        | ASTRA Award                       | Tangle          | Ganó      |
| 2007 | Best Guest or Supporting Actress in a Television Drama | AFI Award                         | Love My Way     | Nominada  |
| 2006 | Best Actress in a Television Drama                     | AFI Award                         | The Surgeon     | Nominada  |
| 2006 | Most Outstanding Actress in a Drama Series             | Silver Logie Award                | The Surgeon     | Nominada  |
| 2006 | Best Actress                                           | Mar del Plata Film Festival Award | Look Both Ways  | Ganó      |
| 2005 | Best Lead Actress                                      | AFI Award                         | Look Both Ways  | Nominada  |
| 2005 | Best Actress in a Lead Role                            | FCCA Award                        | Look Both Ways  | Nominada  |
| 2005 | Best Actress                                           | IF Award                          | Look Both Ways  | Nominada  |
| 2003 | Best Supporting Female Actress                         | FCCA Award                        | Danny Deckchair | Nominada  |